# Verseg
Verseg ist eine ungarische Gemeinde im Komitat Pest. Sie gehört zum Kreis Aszód.

## Geschichte
Verseg wurde 1290 erstmals urkundlich erwähnt.

## Sehenswürdigkeiten
- Heimatmuseum (Falumúzeum)
- Römisch-katholische Kirche Szent Miklós
- Schloss Podmaniczky (Podmaniczky-kastély)

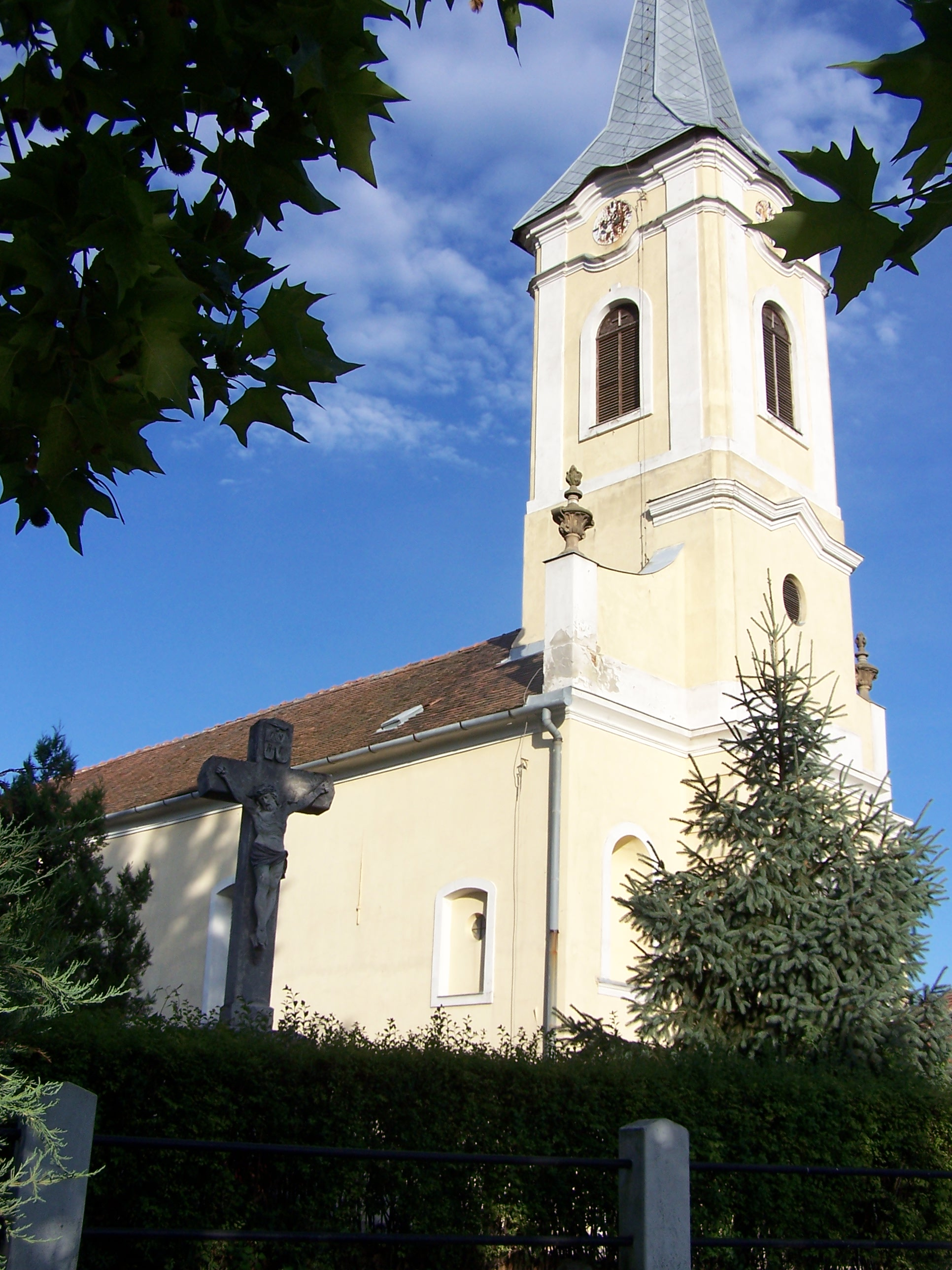
Römisch-katholische Kirche Szent Miklós
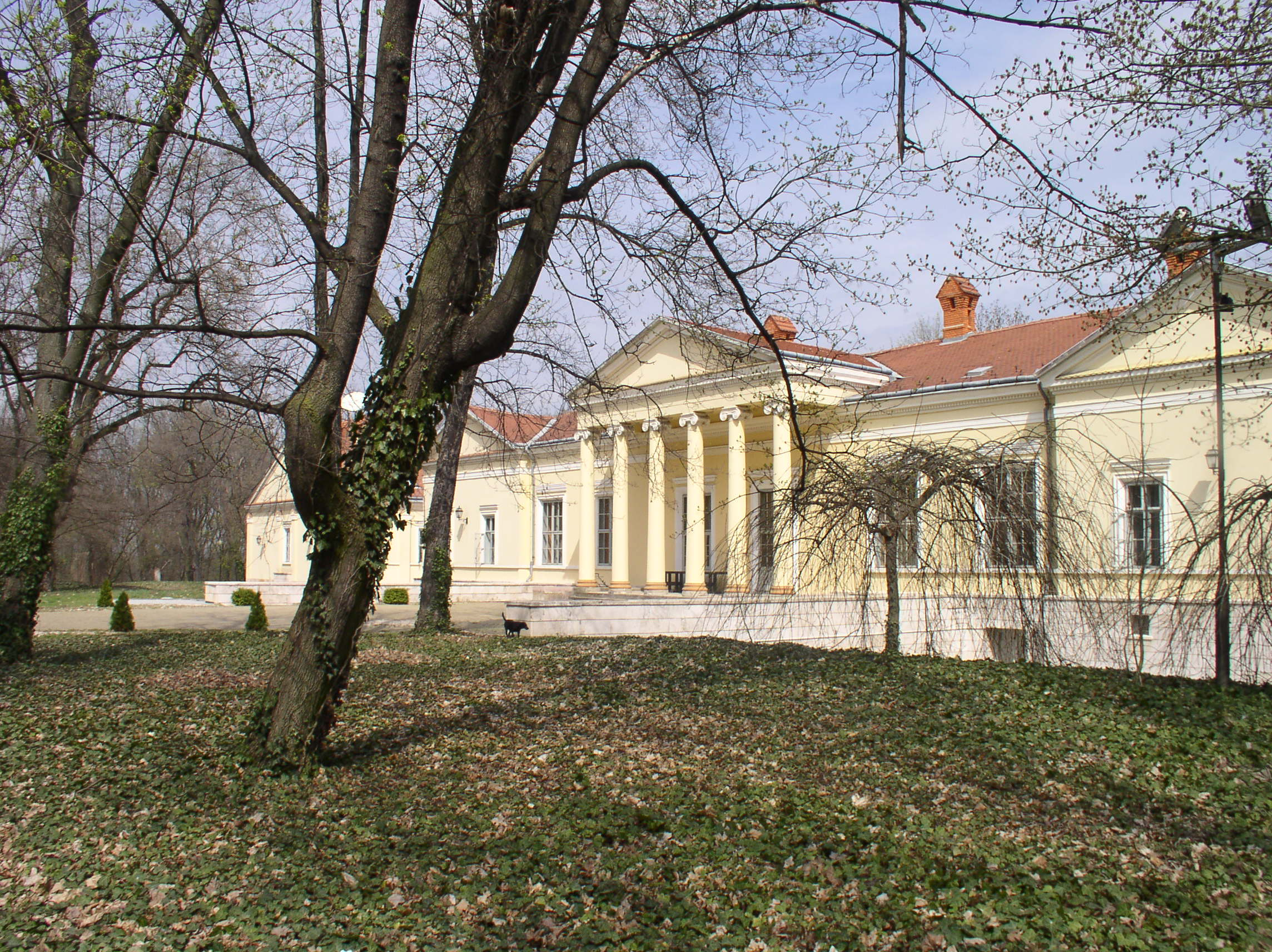
Schloss Podmaniczky